# Zoologische Mededelingen

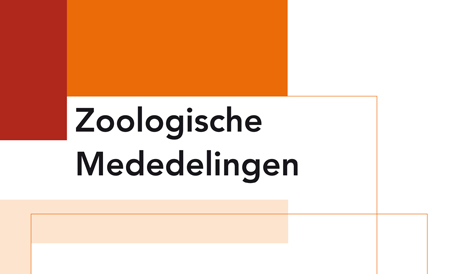

Zoologische Mededelingen (ISSN 0024-0672) was een wetenschappelijk tijdschrift op het gebied van biologie, met name de systematische beschrijving van dieren. Het tijdschrift werd uitgegeven door Naturalis. Er werd gewerkt met peer review. 
Het eerste nummer is uitgegeven in 1915. Tot 1987 verscheen elk artikel als apart nummer, daarna werden artikelen gebundeld in enkele nummers per jaar. Het tijdschrift verscheen onregelmatig, zowel op papier als elektronisch (ISSN 1876-2174).
De meeste artikelen waren gebaseerd op de collecties van Naturalis, of geschreven door onderzoekers van het museum. 

## Speciaal nummer Linnaeus
Op 1 januari 2008 verscheen ter ere van het 250-jarig bestaan van de zoölogische nomenclatuur een speciaal nummer. Op 1 januari 1758 verscheen namelijk de tiende editie van Systema naturae van Carl Linnaeus. In deze special zijn allerlei nieuwe soorten beschreven, waarvan er diverse zijn vernoemd naar Linnaeus. De volgende van deze nieuwe soorten zijn opgenomen in Wikipedia: 
Baarsachtige: Haplochromis vonlinnei
Kever: Giesbertiolus linnaei
Libellen: Asthenocnemis linnaei, Macromia holthuisi, Mesocnemis saralisa, Platycypha eliseva, Teinobasis sjupp
Slak: Gulella systemanaturae
Sluipwesp: Xiphozele linneanus
Vlinders: Agdistis linnaei, Agdistis bouyeri, Banta linnei, Buckleria vanderwolfi, Eucapperia continentalis, Exelastis caroli, Hellinsia emmelinoida, Labdia caroli, Mimene toxopei, Ochyrotica bjoernstadti, Platyptilia aarviki, Pselnophorus meruensis, Sabera metallica, Stenoptilia kiitulo, Vulcaniella kabulensis.
Wants: Zetekella caroli